# 7638 Gladman
7638 Gladman este un asteroid din centura principală, descoperit pe 26 octombrie 1984, de Edward Bowell.